# Jouni Hynynen
Jouni Kalervo Hynynen (Joutseno, 15 febbraio 1970) è un cantante e chitarrista finlandese, componente del gruppo musicale heavy metal finlandese Kotiteollisuus.

## Biografia
Compone la musica con gli altri membri della band e dà il contributo maggiore per quanto riguarda i testi. Durante la sua carriera ha scritto alcuni libri, condotto un reality show chiamato Äijät (L'Uomo) con Jone Nikula ed è stato il columnist di alcuni giornali.
Jouni Hynynen non è noto soltanto per i suoi testi dalle tinte scure, per il suo look o per il suo atteggiamento, ma anche per il suo senso dell'humor, come si può vedere, per esempio, in NO SORI dove Hynynen è stato il "redattore speciale". Jouni Hynynen, affiancato dagli altri membri della band Janne Hongisto e Jari Sinkkonen, e con Antti "Hyrde" Hyyrynen della band Stam1na, suo fratello Janne Hynynen (ex-Mokoma) e Kaarle Virtanen della band Viikate usa il giornale per prendere in giro i tabloid.
Hynynen vive attualmente a Lappeenranta con la moglie e il figlio. È stato anche membro della band Pronssinen Pokaali tra il 1995 e il 2000. Ha anche fatto alcune apparizioni, per esempio nei Nightwish (nell'album Once) e nei Viikate (negli album Vuoden synkin juhla e Unholan Urut).